# وينغيت إتش. لوكاس
وينغيت إتش. لوكاس هو محامي وسياسي أمريكي، ولد في 1 مايو 1908 في غرابفين في الولايات المتحدة، وتوفي في 26 مايو 1989 في بريستول في الولايات المتحدة. نشط حزبياً في الحزب الديمقراطي. وقد انتخب مدير تنفيذي (1966 – 1986) وانتخب عضو مجلس النواب الأمريكي ‏.